# Eupithecia assimilis
Eupithecia assimilis là một loài bướm đêm trong họ Geometridae.